# Cala di O'Dowd

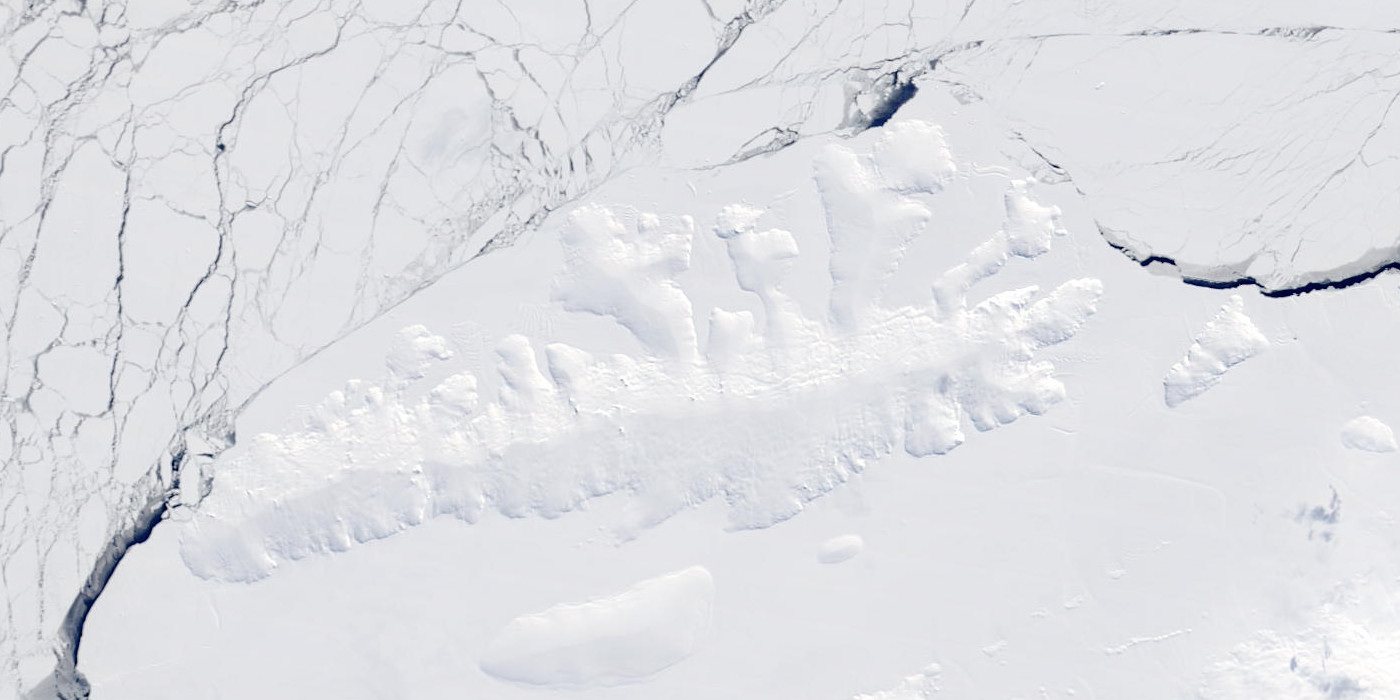
Un'immagine satellitare dell'isola Thurston.

La cala di O'Dowd è una cala larga circa 20 km all'imboccatura e profonda 13,5, situata sull'isola Thurston, al largo della costa di Eights, nella Terra di Ellsworth, in Antartide. L'insenatura, la cui superficie è completamente ricoperta dai ghiacci della piattaforma glaciale Abbot, si trova in particolare sulla costa meridionale dell'isola, dove si apre tra la penisola Williamson, a ovest, e punta Von der Wall, a est.

## Storia
La cala di O'Dowd fu scoperta durante ricognizioni aeree effettuate nel dicembre 1946 nel corso dell'operazione Highjump e fu del tutto mappata nel febbraio 1960 durante voli in elicottero partiti dalla USS Burton Island e dalla USS Glacier  e svolti su quest'area nel corso di una spedizione di ricerca della marina militare statunitense (USN) nel mare di Bellingshausen. Infine, fu così battezzata dal Comitato consultivo dei nomi antartici in onore del comandante William O'Dowd, ufficiale dell'aviazione a bordo della nave appoggio idrovolanti USS Pine Island, facente parte del gruppo orientale della sopraccitata operazione Highjump.